# Kiggatta, Alur
Kiggatta là một làng thuộc tehsil Alur, huyện Hassan, bang Karnataka, Ấn Độ.